# Riccardia barbiflora
Riccardia barbiflora là một loài rêu trong họ Aneuraceae. Loài này được Stephani Piippo mô tả khoa học đầu tiên năm 1990.